# Bitwa pod Xaltocan
Bitwa pod Xaltocan – starcie zbrojne, które miało miejsce podczas podboju Meksyku przez Hiszpanów w 1521 po zdobyciu stolicy Azteków. Dowodzeni przez konkwistadora Hernana Cortesa Hiszpanie oraz ich indiańscy sojusznicy - Tlaxcaltekowie wygrali bitwę z Aztekami. Ich atak był szybki, skuteczny i krwawy. Aztekowie nie mogli się podnieść po tym ataku i skapitulowali. Bitwa toczyła się późnym latem 1521. Przez zimę Hiszpanie zdołali wzmocnić siły i odbudować morale wojska, a następnie zdobyć Tenochtitlán. 